# Auzances
Auzances é uma comuna francesa na região administrativa da Nova Aquitânia, no departamento de Creuse. Estende-se por uma área de 7,08 km². Em 2010 a comuna tinha 1 236 habitantes (densidade: 174,6 hab./km²).